# 圣皮埃尔迪容凯
圣皮埃尔迪容凯（法語：Saint-Pierre-du-Jonquet，法語發音：[sɛ̃ pjɛʁ dy ʒɔ̃kɛ] ⓘ）是法国卡尔瓦多斯省的一个市镇，属于卡昂区。

## 地理
圣皮埃尔迪容凯（49°10'7"N, 0°8'20"W）面积8.17 平方千米，位于法国诺曼底大区卡爾瓦多斯省，该省份为法国西北部沿海省份，北濒大西洋英吉利海峡，东北与滨海塞纳省以海上边界相接，东临厄尔省，南至奧恩省，西与芒什省接壤。
与圣皮埃尔迪容凯接壤的市镇（或旧市镇、城区）包括：阿尔让斯、欧日地区奥托、让维尔、圣旺迪梅尼勒奥热、圣桑松、特罗阿恩。

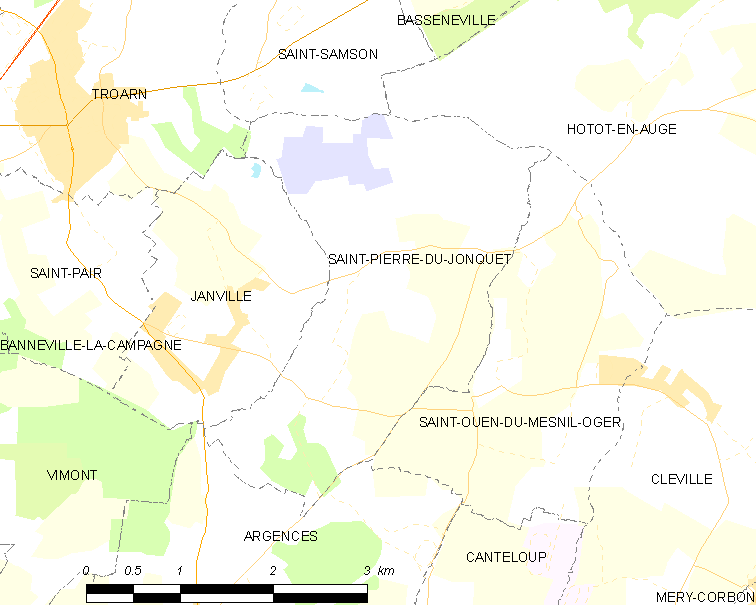
圣皮埃尔迪容凯的OSM定位图

圣皮埃尔迪容凯的时区为UTC+01:00、UTC+02:00（夏令时）。

## 行政
圣皮埃尔迪容凯的邮政编码为14670，INSEE市镇编码为14651。

## 政治
圣皮埃尔迪容凯所属的省级选区为特罗阿恩县。

## 人口

1962-2008年间圣皮埃尔迪容凯人口变化图示

圣皮埃尔迪容凯于2022年1月1日时的人口数量为291人。